# Villamol
Villamol is een gemeente in de Spaanse provincie León in de regio Castilië en León met een oppervlakte van 39,63 km². Villamol telt 169 inwoners (1 januari 2016).

## Demografische ontwikkeling
Bron: INE, 1857-2011: volkstellingen
Opm.: In 1857 werd Calzada del Coto een zelfstandige gemeente